# 阿德尔菲

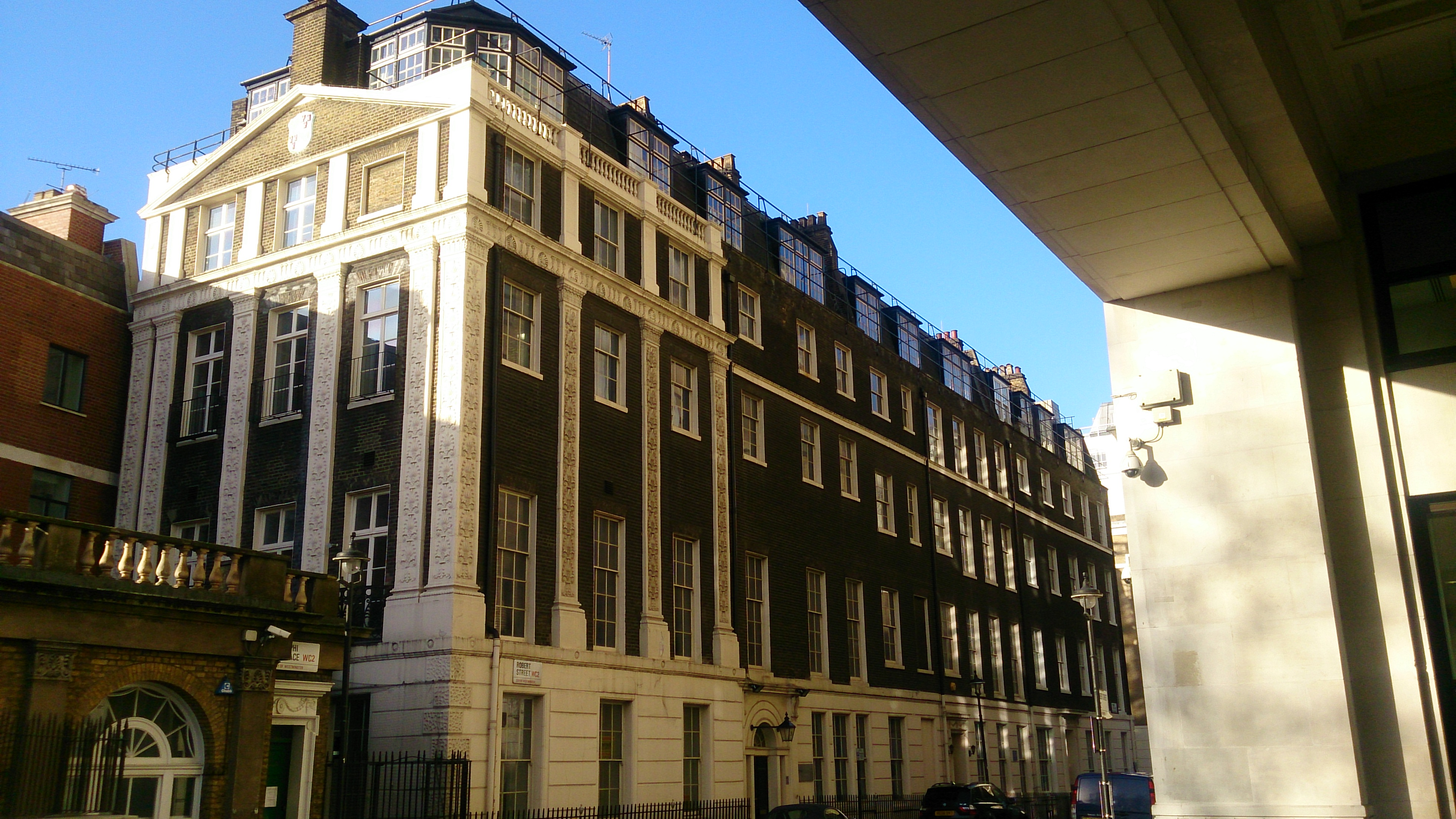

阿德尔菲（Adelphi，源自希腊文adelphoi，意为“兄弟”）是英国伦敦西敏市的一个小区，包括阿德尔菲台、罗伯特街和约翰亚当街。

## 阿德尔菲大厦

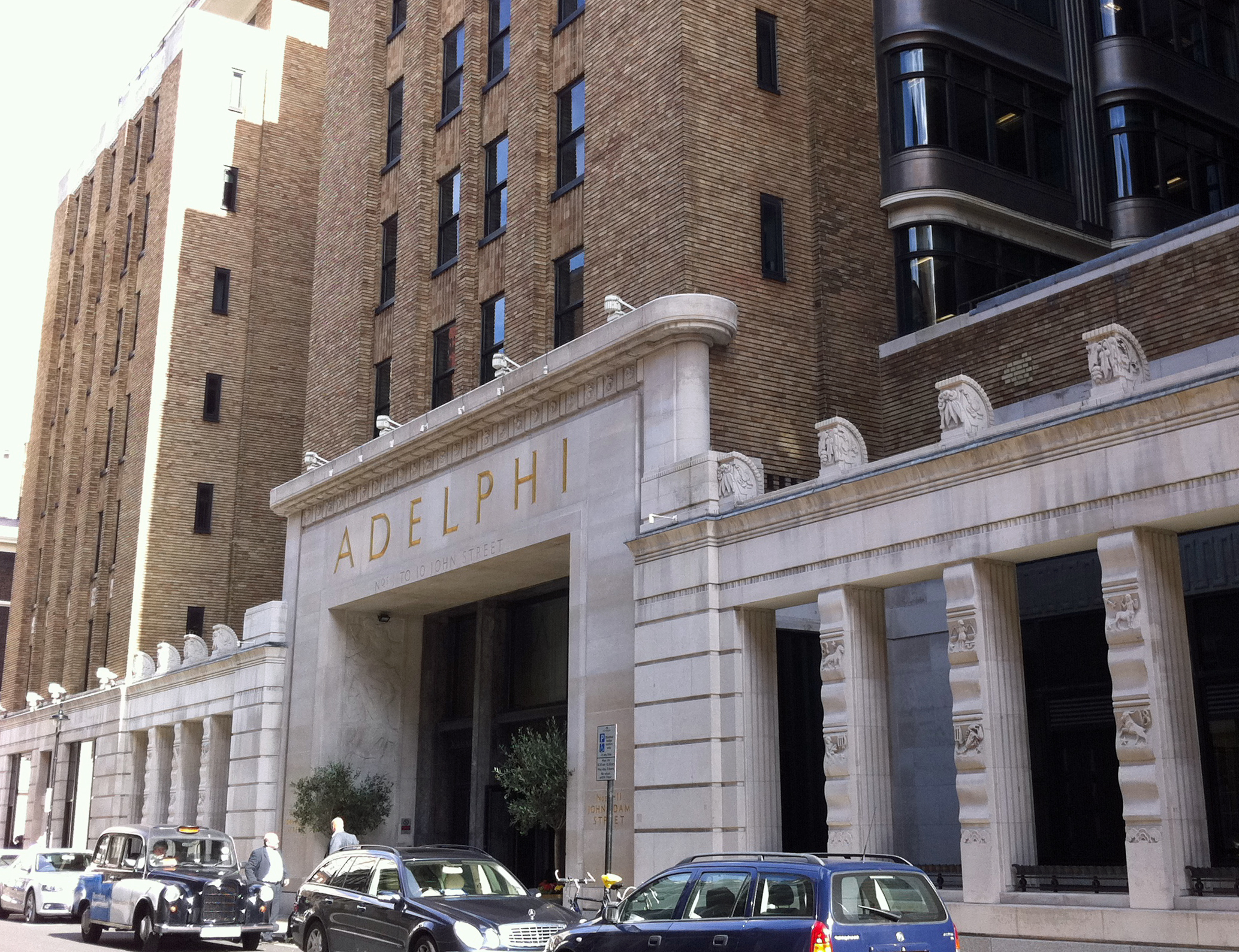

阿德尔菲区得名于河岸街和泰晤士河之间新古典主义风格的阿德尔菲大厦，还包括皇家文艺学会的总部大厦。它们由亚当兄弟建于1768–72年之间，大厦也以兄弟的希腊文名称命名。此处的达勒姆府废墟被拆除。附近的阿德尔菲剧院以阿德尔菲大厦命名。罗伯特·亚当在访问达尔马提亚的戴克里先宫时受到影响，并将这些影响应用到新古典主义的阿德尔菲大厦的设计中。 阿德尔菲大厦大部分在1930早期被拆，代之以宏伟的装饰艺术建筑新阿德尔菲，留下来的老阿德尔菲包括阿德尔菲台11号和皇家文艺学会。

### 伦敦经济学院
著名的伦敦经济学院最初位于阿德尔菲。